# اچ‌دی ۱۵۵۲۴

{{رصد جعبه ستاره
ماه شب تارم
اچ‌دی ۱۵۵۲۴ یک ستاره است که در صورت فلکی بره قرار دارد.